# Łowcy nazistów

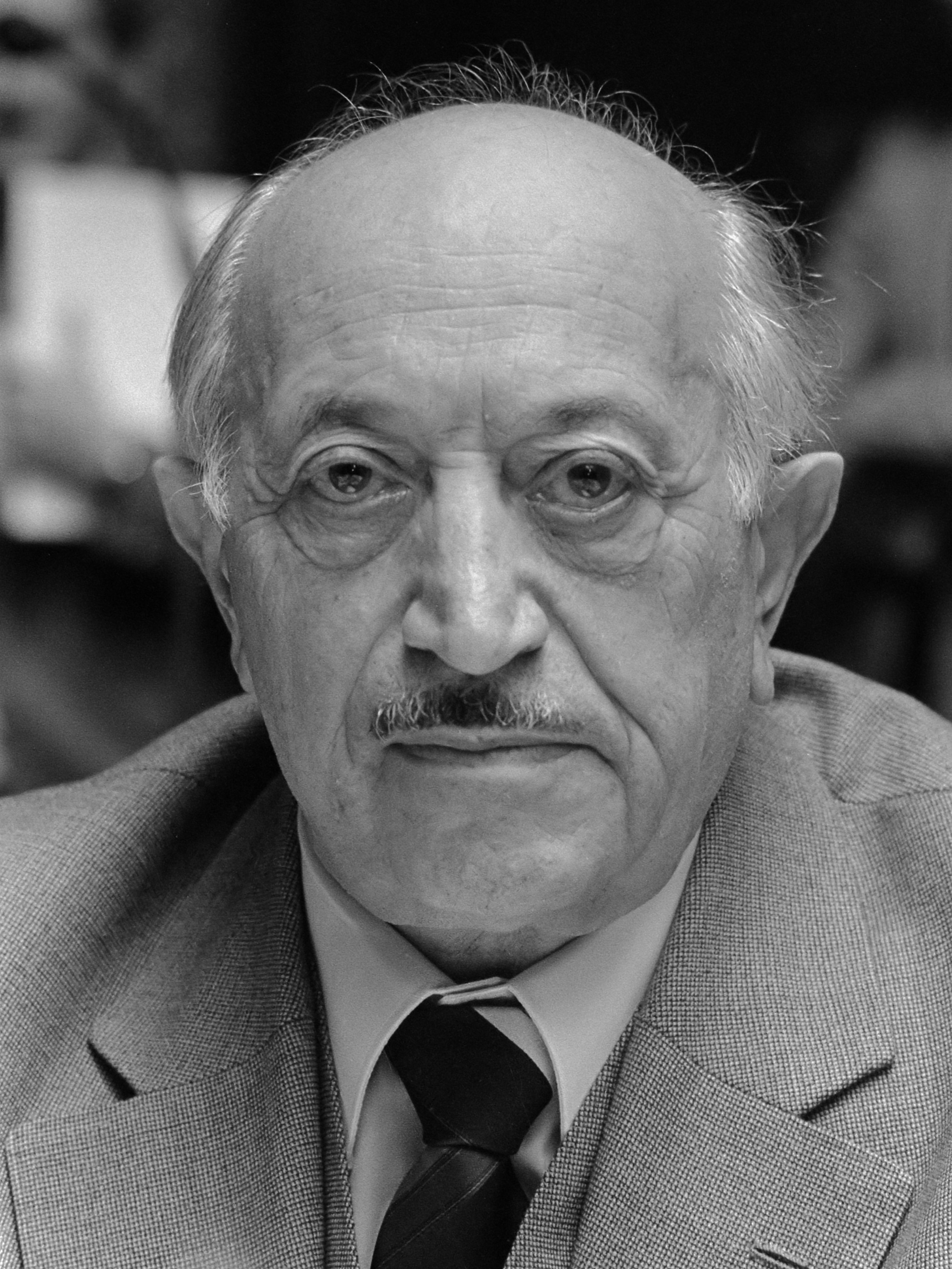
Szymon Wiesenthal – najsłynniejszy łowca nazistów

Łowcy nazistów – określenie ludzi, którzy szukają i gromadzą informacje na temat byłych nazistów i członków SS, którzy brali udział w Holokauście, w celu doprowadzenia do ich ukarania za zbrodnie wojenne i zbrodnie przeciwko ludzkości.
Często podejmują oni współpracę z rządami państw zachodnich oraz Izraela, tak jak w przypadku zidentyfikowania i zlokalizowania miejsca zamieszkania niemieckiego zbrodniarza Adolfa Eichmanna przez Mosad.
Najbardziej znanymi łowcami nazistów są Szymon Wiesenthal, Tuwja Friedman, Yaron Svoray, Serge i Beate Klarsfeldowie, Elliot Welles, Michel Thomas, Jan Sehn czy Efraim Zuroff, zwany Ostatnim Łowcą Nazistów